# Guillaume-François Rouelle
Pour les articles homonymes, voir Rouelle.
Guillaume-François Rouelle, dit « l’Aîné », né à Mathieu le 15 septembre 1703 et mort à Paris le 3 août 1770, est un chimiste et apothicaire français, qui donna des démonstrations de chimie au milieu du XVIIIe siècle, suivies non seulement par la presque totalité des chimistes du siècle comme Macquer, Antoine Lavoisier ou Venel, mais aussi par quelques grandes figures des Lumières comme Rousseau et Diderot, Condorcet, Turgot et Malesherbes.
La chimie qui s'était affirmée au siècle précédent en devant vaincre l'opposition de la scolastique, captiva au contraire toute l'attention des philosophes des Lumières. Ils voyaient maintenant dans la chimie un moyen d'étudier la nature en laboratoire susceptible d'encourager une philosophie empiriste pourfendant l'esprit de système.
Rouelle n'écrira pas d'ouvrage de chimie mais est l'auteur de communications à l'Académie des sciences qui seront une contribution significative à la chimie des corps salins. Après une définition claire des « sels neutres » (nommés aujourd'hui « sels ») et une tentative de taxinomie basée sur des considérations cristallographiques, l'observation systématique du point de saturation et du changement de couleur d'un indicateur coloré (le sirop de violettes), lui permet de proposer une nouvelle classification des corps salins. Il met ainsi en évidence le phénomène de « surabondance d'acide » dans les sels qui marque une étape vers la loi des proportions définies et multiples, suivant l'interprétation de Franckowiak.
En 1754 il introduit le terme chimique base, qu'il conçoit comme substance qui réagit avec un acide pour lui mettre sous forme solide comme sel.

## Biographie

### Origine normande modeste
Né en 1703 à Mathieu, un petit village normand à 10 km au nord de Caen, Guillaume-François Rouelle est l'aîné de douze enfants de Jacques Rouelle et Marie Bougon, des fermiers normands.
Rien ne prédestinait donc le jeune Guillaume-François à devenir l'éminent chimiste qui enseigna la chimie au tout-Paris des Lumières.
Envoyé au collège du Bois de l'université de Caen pour étudier la médecine, il est rapidement rebuté par le spectacle de la douleur et attiré par l'étude des sciences. Il se prend d'une passion dévorante pour les manipulations chimiques de laboratoire ; ce « penchant invincible » ne le quittera d'ailleurs plus de toute sa vie. Ne disposant pas de fourneaux, de vases et d'instruments de laboratoire tous fort coûteux, il prie un chaudronnier de lui prêter sa forge, pour y établir son premier laboratoire. Avec le foyer et les ustensiles de l'artisan, il arrive à improviser un laboratoire.

### Chimiste-apothicaire à Paris, 1725-1742
À l'époque, le seul moyen pour un jeune d'acquérir un grand savoir-faire expérimental en chimie était de travailler dans un laboratoire d'apothicaire. C'est dans cette corporation que les recherches de  procédures expérimentales pour produire des remèdes le plus purs possibles, ont permis de fonder peu à peu une science chimique autonome au cours des XVIIe – XVIIIe siècles. La vente de remèdes donnait en outre aux apothicaires-chimistes les moyens de subvenir à leurs besoins.

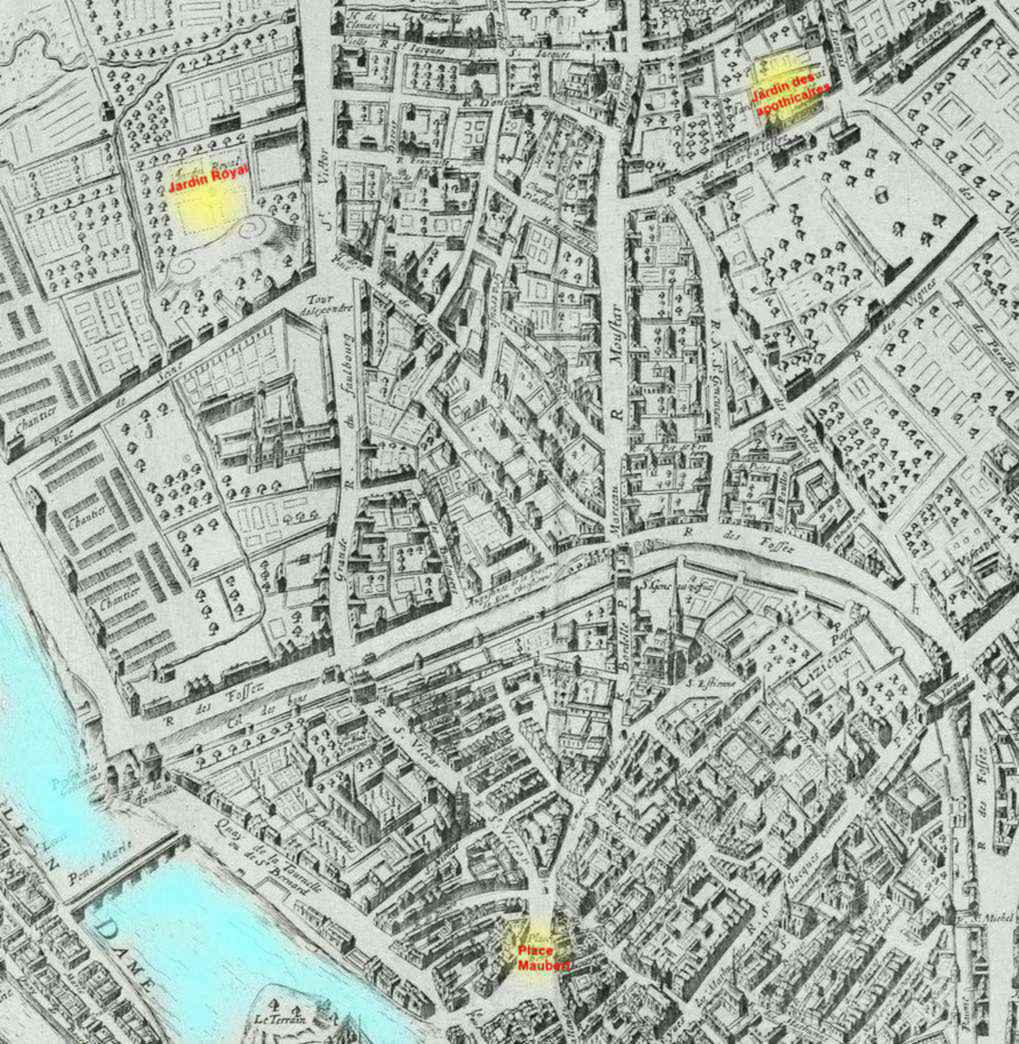
Le Jardin royal et la place Maubert sur un plan de 1654 (la Seine colorée en aigue-marine est au Nord qui se trouve à gauche et non pas en haut du plan)

Rouelle se rend à Paris pour travailler chez un apothicaire allemand, du nom de  Johann Gottlob Spitzley (1690–1750), qui avait succédé à Lémery, le plus célèbre chimiste-apothicaire du temps de Louis XIV. Durant sept années passées en apprentissage (probablement de 1725 à 1732), il s'exerce à travailler avec méthode et à réfléchir sur les opérations effectuées. Il consacre ses loisirs à l’étude de la botanique et de l’histoire naturelle ce qui lui donne l’occasion de connaitre Antoine et Bernard de Jussieu.
En 1738, il s'établit à son propre compte du côté de la place Maubert (dans l'actuel quartier latin), près du Jardin du roi (l'actuel Muséum national d'histoire naturelle) et du Jardin des apothicaires, les deux seuls lieux où se donnent des cours de chimie publics et gratuits, ouverts à tous sans inscription préalable. D'après un de ses élèves, Gabriel François Venel, à partir de 1739 (ou peut-être plus tôt), il donne place Maubert des leçons de chimie, privées et payantes, qui obtiennent un grand succès. Le public suivant ses cours est principalement composé d'étudiants en médecine et pharmacie mais aussi de bon nombre d'amateurs aisés et curieux. Il obtient le titre d'apothicaire privilégié, ce qui lui permit  d'ouvrir en 1746 une apothicairerie rue Jacob, qui fut bientôt réputée. Il continuera d'y donner des cours et d'y faire des démonstrations « en sa maison, rue Jacob, au coin de la rue des deux Anges, près la Charité », précise-t-il en 1766,.

### Les cours du Jardin du roi 1742-1768
Le Jardin royal des plantes médicinales, créé à l'initiative de Guy de la Brosse par l'édit royal de 1635, est une institution monarchique qui s'est placée dès son origine en concurrence directe avec la Faculté. Guy de la Brosse voulait non seulement y cultiver les plantes médicinales mais aussi les analyser et y « faire un cours de l'Art distillatoire ». Des cours de botanique, d'anatomie et de chimie y seront donnés, sans y dispenser de diplôme mais ouvert à tous et gratuits. Il faut relever dès le XVIIe siècle le succès des cours de chimie avec William Davisson (de 1648 à 1651), de Nicaise Le Febvre (de 1652 à 1660),  Étienne François Geoffroy (de 1712 à 1730) etc.
La place de démonstrateur de chimie au Jardin du roi étant devenue vacante en 1742, Rouelle l’obtint sur sa réputation, malgré les vives sollicitations de ses concurrents. Il est nommé assistant du médecin-chimiste Louis-Claude Bourdelin mais avec le statut de « professeur de chimie » ce qui lui confère une grande indépendance vis-à-vis du titulaire de la chaire. Il va pouvoir mener de front dans le laboratoire du Jardin, les opérations chimiques et l'exposition théorique de sa conception de la chimie. Son statut d'apothicaire lui permettait de faire les deux alors que les médecins-chimistes devaient enseigner en robe et ne pouvaient se salir les mains.

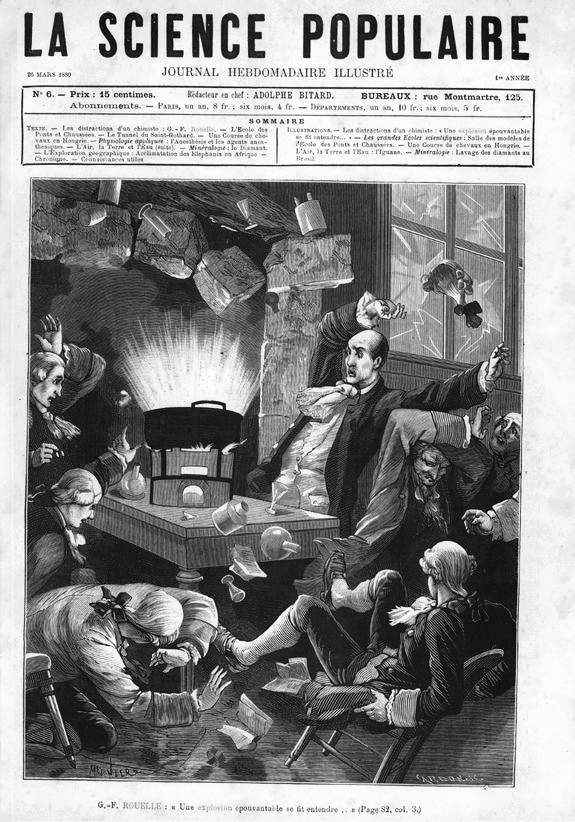
Un jour, au milieu de son cours, Rouelle prévient :
-Vous voyez bien messieurs, ce chaudron sur ce brasier, eh bien, si je cessais de remuer un seul instant le mélange qu'il contient, il s'ensuivrait une explosion qui nous ferait tous sauter en l'air !...
Un moment de distraction et sa prédiction s'accomplit: une explosion épouvantable se fit entendre, toutes les vitres du laboratoire volèrent en éclats, la cheminée s'effondra, et la perruque de l'incorrigible professeur fut enlevée jusqu'au plafond (La Science populaire) 1880

Les démonstrations de chimie de Rouelle délivrées pendant 22 ans (de 1742 à 1764) ont été assidûment suivies par quelques grandes figures des Lumières comme Condorcet, Turgot, Rousseau et Diderot ainsi que des savants comme Venel, Macquer, Antoine Lavoisier ou Antoine de Jussieu. Selon les témoignages de ses auditeurs, Rouelle était un professeur brouillon mais chaleureux, enthousiaste et volubile, qui savait communiquer à son auditoire sa passion pour la chimie.
Ces cours et démonstrations souvent spectaculaires, attirent un large public, assez hétérogène. On y voit non seulement des chimistes, botanistes et philosophes, mais aussi des bourgeois, des gens du monde et des badauds. Les cours ont lieu dans un grand amphithéâtre de 600 places, les démonstrations se déroulent dans le laboratoire de chimie situé dans un lieu différent. André Thouin, l'homme de confiance de Buffon, précise que l'amphithéâtre de six cents places « était trop petit de moitié pour contenir les auditeurs » !
Selon le témoignage de Vicq d'Azyr :
« On venait de toutes parts se ranger parmi ses disciples; son éloquence n'était point celles des paroles; il présentait ses idées comme la nature offre ses productions, dans un désordre qui plaisait toujours et avec une abondance qui ne fatiguait jamais. Rien ne lui était indifférent; il parlait avec intérêt et chaleur des moindres procédés, et il était sûr de fixer l'attention de ses auditeurs, parce qu'il l'était de les émouvoir. Lorsqu'il s'écriait : « Écoutez moi ! car je suis le seul qui puisse vous démontrer ces vérités », on ne reconnait point dans ce discours les expressions de l'amour-propre, mais les transports d'une âme exaltée par un zèle sans bornes et sans mesure ».
Au siècle précédent le professeur de philosophie Antoine de Villon et le médecin-chimiste Étienne de Clave s'étaient associés pour défendre des thèses visant à réfuter la doctrine aristotélicienne des principes et des éléments, par « les moyens de la chimie ». Leurs thèses furent censurées par la Faculté de théologie et leurs auteurs furent bannis de Paris par la Cour.
Mais un siècle plus tard, les rapports de force entre la scolastique et la science chimique en gestation s'étaient complètement retournés. La chimie captiva l'attention des philosophes du siècle des Lumières. Ils voyaient dans la chimie une étude de la nature en laboratoire susceptible d'encourager une philosophie empiriste pourfendant l'esprit de système. La chimie promettait de donner les moyens empiriques de comprendre comment fonctionnait la Nature.
À partir de ses notes prises en cours, Diderot rédigea un « Cours de chymie de M. Rouelle ». Pour lui, la chimie devient le paradigme d'une philosophie expérimentale qui rompt avec les divisions philosophiques classiques (corps et esprit, sens et jugement) mais aussi avec les divisions sociales (pratiques nobles et basses, libres et serviles). Rousseau s'est aussi longuement intéressé à la chimie. Il a rédigé un long manuscrit inachevé de 1 200 pages intitulé les Institutions chymiques. Pour lui, la chimie peut seule accéder à « la vraie connaissance de la nature, c'est-à-dire des corps qui la composent » parce qu'elle cherche à « les connaître intérieurement et par leur propre substance ». En créant un véritable engouement pour la chimie auprès de la société intellectuelle, Rouelle donne à la chimie une place dans la culture.
En 1768, Rouelle est contraint d'abandonner son enseignement au Jardin du roi pour raison de santé. Son frère, Hilaire-Marin Rouelle, qui l'assistait dans ses démonstrations, lui succède au poste de démonstrateur.
En 1753, Rouelle avait été chargé par le ministre de la guerre, d'examiner un nouveau procédé pour la fabrication et le raffinage du salpêtre,. Les expériences menées à l'arsenal et à Essonnes, montrèrent que la méthode employée était défectueuse. Ces travaux menés avec un zèle enthousiaste et dans une totale méconnaissance des procédures de sécurité en laboratoire lui causèrent de sérieux problèmes de santé.

### Académie des sciences, 1744-1770
En 1744, deux ans après avoir été nommé démonstrateur au Jardin du roi, Guillaume-François Rouelle est reçu comme membre adjoint l’Académie des sciences puis comme associé en 1752. De 1744 à 1754, il donnera cinq mémoires à l'Académie.
Trois de ces communications portent sur le sel, un sujet très étudié par les chimistes de l'époque. La contribution de Rouelle représente un moment important dans le développement de la chimie des corps salins.
En 1750, la corporation des apothicaires de Paris, désirant s'adjoindre un savant aussi éminent, lui proposa de le recevoir aux conditions qui seraient les siennes, car il n'était pharmacien que par privilège. Rouelle ne voulut accepter aucune faveur et il passa les épreuves ordinaires avec tout le succès que l'on peut imaginer. La même année, il devint membre de l'Académie royale de Stockholm et de celle d'Erfurt.
Après 1768, sa santé se dégrada rapidement; il perdit l'usage de ses jambes et transporté à Passy, il y mourut en 1770, à l'âge de 65 ans.

## Famille
Il épouse Anne Mondon (†1786). Ils ont une fille, Françoise Amélie Rouelle (1752-1788, à l'âge de 36 ans) qui épouse en 1771 à Villejuif (Val de Marne) Jean Darcet.

## Œuvres
Mémoires présentés à l'Académie royale des sciences :
1. Mémoire sur les sels neutres, dans lequel on propose une division méthodique de ces Sels, qui facilite les moyens pour parvenir à la théorie de leur crystallisation[21], 1744
2. Sur la crystallisation du sel marin[22], 1745
3. Sur l'inflammation de l'huile de térébenthine par l'acide nitreux pur, suivant le procédé de Borrichius et sur l'inflammation de plusieurs huiles essentielles par expression avec le même acide et conjointement avec l'acide vitriolique, 1747
4. Sur l'embaumement des Égyptiens, 1750
5. Mémoire sur les sels neutres dans lequel on fait connoître deux nouvelles classes de sels neutres & l'on développe le phénomène singulier de l'excès d'acide dans ces sels[23], 1754.

Rouelle n'aimait pas écrire et il n'a tiré aucun ouvrage de ses cours bien qu'il les ait professés pendant près de trente années dans son laboratoire personnel et pendant vingt six au Jardin du roi. On peut toutefois dresser l'inventaire d'une vingtaine de copies manuscrites de ses cours,,. Il y en a d'un certain nombre d'auditeurs inconnus et un rédigé de la propre main de Diderot. Celui-ci suivit les cours de Rouelle pendant trois ans. La Bibliothèque municipale de Bordeaux possède un manuscrit du cours avec un en-tête faisant référence au philosophe. Ce texte a été étudié par Jean Mayer. La Bibliothèque du Welcome Institute for History of Medicine de Londres possèdent aussi deux manuscrits qui se présentent comme des copies d'un original de Diderot. Il existe une autre copie à l'Institut catholique de Paris.
Autres publications:
- Analyses chimiques des nouvelles eaux minérales, vitrioliques, ferrugineuses, découvertes à Passy dans la maison de Madame de Calsabigi. Avec les propriétés médicinales de ces mêmes eaux, fondées sur les observations des médecins & chirurgiens des plus célèbres, dont on rapporte les certificats authentiques (1757)
- Cours d’expériences chymiques. Les plantes, les animaux et les minéraux sont l’objet de ces expériences, et en font les trois parties (1759) Texte en ligne. Prospectus de 4 pages donnant le programme de son cours de chimie.
- Expériences faites par MM. Rouelle et d’Arcet, d’après celles de M. Sage sur la quantité d’or qu’on retire de la terre végétale, et des cendres des végétaux (s.d.)
- Exposé des principes et vertus de l’eau d’une source découverte à Vaugirard dans le jardin de M. Le Meunnié (s.d.)

## La chimie de Rouelle

### La chimie des sels
Depuis l'Antiquité, le terme de « sel » s'appliquait dans son acception la plus large, à un corps soluble dans l'eau et ayant une saveur salée, c'est-à-dire que la définition posait le sel marin comme sel type, le sel par excellence. Le sel est passé dans la pensée des chimistes des XVIIe – XVIIIe siècle de « substance donnant corps aux choses » au concept désignant « l'union d'un acide et d'une base ». Durant cet intervalle, son essence, sa structure et ses propriétés ont retenu de plus en plus l'attention des chimistes. Au milieu du XVIIIe siècle, Jean-Jacques Rousseau a d'ailleurs fait remarquer que les sels sont « les principaux sujets dont s'occupent la chymie ».
- Mémoire sur les sels neutres de 1744

Ayant à peine intégré l'Académie des sciences en 1744, Rouelle y lit un Mémoire sur les sels neutres, dans lequel il propose une définition claire et rigoureuse des substances qu'on nomme aujourd'hui « sels » et que lui dénomme « sels neutres » (Franckowiak, 2002) :
| Je donne à la famille des sels neutres toute l'extension qu'elle peut avoir: j'appelle sel neutre moyen ou salé, tout sel formé par l'union de quelqu'acide que ce soit, ou minéral ou végétal, avec un alkali volatil, une terre absorbante, une substance métallique, ou une huile. (Mémoire sur les sels neutres[21], 1744) |
Il exclut donc les deux catégories importantes de sels à l'époque, à savoir les acides et les alkalis, corps salins par excellence.
L'idée que le sel neutre soit un corps composé obtenu à partir d'un acide et de toute une série de substances interagissant avec lui, existait déjà plus ou moins explicitement, chez Guillaume Homberg ou dans la Table des rapports de Étienne-François Geoffroy qui unit en une même catégorie de corps certaines substances qui en présence d'acide forment un sel. Mais Rouelle est le premier à faire de ce regroupement empiriquement constaté une caractéristique essentielle permettant de définir un type de sel par opposition à d'autres. Le lecteur moderne doit cependant faire attention au terme de sel neutre qui ne renvoie pas forcément à un sel ayant atteint la neutralité parfaite, c'est-à-dire formant une solution neutre (au pH neutre, pH=7).
Rouelle introduit le mot « base » pour désigner « le support sur lequel l'acide peut agir ». Les bases ne sont pas définies en elles-mêmes mais à travers la notion d'acide. Comme le remarque Franckowiak, nous n'avons pas l'équation actuelle acide + base → sel, mais plus précisément
acide + une substance quelconque avec laquelle celui-ci réagit → sel neutre.
Rouelle s'intéresse ensuite à la dissolution, des sels dans l'eau et à la cristallisation des sels neutres. Il s'aperçoit que pour bien analyser ce dernier processus, il doit bien distinguer les sels les uns des autres et les classer suivant différents facteurs pertinents pour les produire : durée d'évaporation, température d'évaporation, forme des cristaux...
S'inspirant des classifications des naturalistes, Rouelle propose de classer les sels neutres en six classes. Voyons les deux premières classes:
| La première section des sels moyens est formée par des sels dont les crystaux sont figurés en des espèces de petites lames ou écailles très minces. Ces crystaux sont solitaires, ils se forment séparés les uns des autres. De tous les sels ce sont ceux qui se crystallisent le plus tôt à la surface de leur liqueur, aux trois différentes évaporations leurs crystaux les plus parfaits se forment par évaporation insensible... Ces crystaux sont solitaires... Ces sels sont des sels séléniteux formés de l'union de l'acide vitriolique à une terre absorbante...(Mémoire 1744[21], p. 359) |

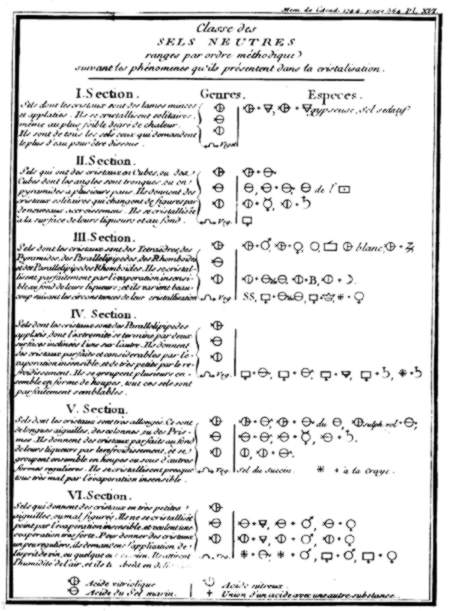
Classes des sels neutres. Rouelle indique je me suis servi d'une petite croix pour exprimer l'union d'un acide à une substance quelconque...; cette petite croix est le même signe "+" utilisé de nos jours entre deux réactifs interagissant.

Dans une table, Rouelle résume sa classification avec une notation symbolique (voir illustration ci-contre). L'union de l'acide vitriolique et de la terre absorbante est représentée symboliquement dans la troisième colonne par le symbole de l'acide vitriolique + le symbole de la terre.
| La seconde section est composée des sels neutres dont les crystaux sont des cubes, ou des cubes dont les angles sont tronqués, ou des pyramides à quatre & à six faces. Par évaporation insensible ils se crystallisent au fond de leur dissolutions, par évaporation moyenne ils se crystallisent à la surface de leurs liqueurs...par évaporation rapide, ils donnent une pellicule. Ces sels demandent moins d'eau pour être dissous que ceux de la première section. Le genre de l'acide vitriolique ne comprend que le tartre vitriolé, le sel marin régénéré, le sel marin de l'urine; le genre de l'acide nitreux comprend les deux sels formés par l'union de cet acide au mercure & au plomb...(Mémoire 1744, p. 360) |
Cette classification des sels neutres ne se base donc pas uniquement sur le critère du faciès des cristaux ; elle prend en considération le degré de chaleur d'évaporation, la quantité d'eau de dissolution, la régularité des cristaux, l'état solitaire ou non de ces derniers et leur lieu de formation (au fond du vase ou en surface). C'est pourquoi on trouve dans la troisième section, un regroupement hétérogène « des sels dont les figures sont tétraèdres, pyramidales, parallélépipèdes, rhomboïdes & parallélépipèdes-rhomboïdes ».
le 
Ces premiers essais de classification cristallographique, inspirés des naturalistes, sont encore assez artificiels. On leur substituera peu à peu un ordre plus rationnel mieux adapté au sujet traité. Les progrès viendront quand on prendra en compte les angles et les dièdres, notions très géométriques et physiques, que Rouelle rejetait par principe. Il considérait la physique de peu d'utilité pour la connaissance intime de la matière.
- Sur la cristallisation du sel marin, 1745

L’année suivante, en 1745, Rouelle donna un autre mémoire « Sur la cristallisation du sel marin » qui visait à illustrer son mémoire de l'année passée.
| Si après avoir fait fondre dans de l'eau autant de sel qu'elle en pourra dissoudre, on fait évaporer une partie de cette eau, le sel qui ne peut plus être tenu en dissolution, se crystallisera à la surface, mais il s'y cristallisera différemment, suivant la différente manière dont se fera l'évaporation (Sur la cryst. du sel marin[22], p. 32) |
Il distingue quatre états différents des cristaux pour un seul mécanisme de cristallisation. Il explique minutieusement comment à partir d'un petit cube flottant à la surface de l'eau, viennent s'agréger autour de lui d'autres petits cubes, l'ensemble « chargé de ce nouveau poids, s'enfoncera davantage & mettra la surface de ce rebord au niveau & un peu en dessous de celle de l'eau; alors la même chose arrivera une seconde fois, une nouvelle rangée de cubes se joindra au premier rebord...se formeront ainsi des pyramides composées d'espèces de marches ».
Il observe par hasard que de la poussière déposée à la surface du liquide facilite la formation des cristaux en surface.
- Mémoire sur les sels neutres de 1754

En 1754, Rouelle lit à l’Académie, dont il était devenu associé en 1752, son Mémoire sur les sels neutres dans lequel on fait connoître deux nouvelles classes de sels neutres & l'on développe le phénomène singulier de l'excès d'acide dans ces sels. Il reprend sa classification des sels en faisant cette fois varier les paramètres chimiques (comme la proportion des acides et bases) et non plus seulement physiques (comme la température). Il rappelle que la notion de sel neutre n'a cessé de s'étendre; parti de l'union des acides et des alkalis qui sont solubles dans l'eau et ont un goût salé, leur nombre n'a cessé d'augmenter après les travaux de Glauber. On a inclus ensuite des sels dont les bases sont l'alkali volatil et une terre absorbante  puis l'union des acides avec des substances métalliques.
| On a d'abord demandé, pour qu'un sel neutre fût regardé comme parfait, qu'il fût formé par une exacte proportion de l'acide & de l'alkali: il est aisé de le connaître, lorsqu'en versant un acide sur un alkali, le mouvement ou l'effervescence qu'ils ont produit a cessé: c'est ce qu'on appelle le point de saturation. On a aussi exigé dans la suite comme une preuve essentielle de leur juste saturation, qu'ils n'altérassent point la couleur bleue du sirop de violettes. On sait que les acides changent cette couleur en rouge, & que les alkalis la change en vert. (Mémoire 1754[23] p. 573) |
L'observation systématique du point de saturation et du changement de couleur d'un indicateur coloré, le sirop de violette, va lui servir pour classer à nouveau les sels neutres. De plus, il rajoute une condition pour l'obtenir:
| j'ai étendu le nombre de ces sels autant qu'il était possible, en définissant génériquement le sel neutre un sel formé par l'union d'un acide avec une substance quelconque, qui lui sert de base & lui donne une forme concrète ou solide. (Mémoire 1754, p. 573-574) |
Les sels neutres ne peuvent donc être conçus que sous forme cristallisée.
Sur cette base, Rouelle définit trois nouvelles classes de sels neutres:
1. un sel neutre qui a une surabondance d'acide mais avec un point de saturation. Il colore en rouge le sirop de violettes. Ces sels sont très solubles. Ce sont des compositions homogènes, dans lesquels l'acide doit être intimement lié au sel, c'est-à-dire qu'en terme moderne, ce ne sont pas des mélanges
2. un sel neutre parfait ou salé, au point de saturation, le sirop de violettes n'est pas altéré; exemples : tartre vitriolé [=K2SO4], sel admirable de Glauber [=mirabilite]
3. un sel neutre avec le moins d'acide possible ou sel neutre très peu soluble ou même insoluble comme la lune cornée [=chlorure d'argent AgCl]; la plupart n'altèrent pas le sirop de violettes et ne font aucune effervescence avec l'alkali fixe ou volatil

Rouelle donne une définition opératoire des classes : pour une même solution le sirop de violettes changera ou non de couleur, le sel neutre réagira ou non en présence d'alkali.
Voyons avec Rouelle l'exemple suivant :
| Le mercure sublimé corrosif est un sel neutre, formé par l'union de l'acide du sel marin avec le mercure ou le vif-argent. On sait que ce sublimé a une telle abondance d'acide, qu'il est capable de dissoudre une nouvelle quantité de mercure, puisque quatre de ses parties dissolvent plus de trois parties de nouveau mercure. Le mercure sublimé, ainsi privé de son excès d'acide, est connu en Chymie & en Médecine sous le nom de mercure doux: on a beau le traiter avec de nouveau mercure, il n'en saisit pas davantage (Mémoire, 1754, p. 576) |
Sachant que l'acide du sel marin est de l'acide chlorhydrique (HCl), Franckowiak explicite la première « union » comme la réaction d'oxydoréduction suivante :
Hg + 2 HCl → H2 (gaz) + HgCl2
dans laquelle l'acide chlorhydrique joue le rôle d'oxydant. Le chlorure mercurique HgCl2 est le mercure sublimé corrosif, composé soluble dans l'eau et peu dissocié.
Ce composé est « capable de dissoudre une nouvelle quantité de mercure » par oxydation du mercure :
HgCl2 + Hg → Hg2Cl2
Le chlorure mercureux ou calomel, Hg2Cl2, est le mercure doux, composé insoluble dans l'eau.
Pour Rouelle, le mercure doux est un sel neutre parfait « car l'acide et la base sont en proportion exacte ».
Rouelle s'était déjà fait une opinion sur le mercure sublimé corrosif comme un sel neutre ayant un excès d'acide. Comme il observe qu'il colore en vert la teinture de violettes et n'a aucune effervescence avec les alkalis fixe et volatil (contrairement à la définition de la première classe), il explique que ce sel « fait une nouvelle exception à la règle générale des sels qui ont un excès d'acide ».
Le deuxième exemple de Rouelle, le turbith minéral, est plus convaincant.
| Le turbith minéral. L'union l'acide vitriolique avec le mercure fournit aussi deux sels neutres; l'un avec excès d'acide, l'autre en a le moins qu'il est possible & est au juste point de saturation. Ce dernier est aussi peu soluble que le mercure doux, c'est pourquoi je le mets au nombre des sels peu solubles ou insolubles. |
Franckowiak nous aide à comprendre ce qui se passe quand on prépare une dissolution « avec parties égales » de mercure et d'huile de vitriol [ou acide vitriolique = H2SO4] très concentré
Hg + H2SO4 → HgSO4 + H2 (gaz)
Une fois l'effervescence terminée, on récupère dans la retorte une masse saline blanche : HgSO4 (sulfate de mercure). Après l'avoir broyée, on verse dessus de l'eau bouillante. « Il se prépare dans l'instant une poudre jaune qui est le turbith minéral ou le mercure précipité jaune ».
3 HgSO4 + 2 H2O → (HgSO4, 2 HgO) + 2 H2SO4
« Cette poudre jaune est un véritable sel neutre qui n'a d'acide que le moins possible », c'est le précipité jaune de sulfate mercurique basique, HgSO4, 2 HgO, ou turbith minéral, très peu soluble.
 On retrouve l'acide vitriolique H2SO4, un sel neutre avec excès d'acide.
La distinction opérée entre les sels neutres, selon la proportion des réactifs qui les composent, représente pour Frankowiak l'apport le plus important de Rouelle à la chimie. En raisonnant à partir de nos connaissances actuelles, on peut dire que Rouelle n'était pas loin ni de la loi des proportions définies ni de la loi des proportions multiples. Apparemment il pouvait plus qu'il ne savait. S'il n'a pas pu atteindre ces deux lois, c'est faute d'une bonne représentation de la matière, limité qu'il était par sa théorie des mixtes et des éléments-principes.
Rouelle, comme tous les chimistes qui l'on précédé, ne possède pas encore la notion moderne de réaction chimique entre des substances réactives produisant de nouvelles substances en proportions définies. Pour lui, l'« union » de deux substances est vue comme une mise en commun ou un transfert de propriétés. En reprenant la formulation de Franckowiak « un corps est avant tout un porteur de qualités qu'il peut conférer à ses composés, échanger avec un autre, ou mettre en commun avec lui ».
Pour Stahl, comme pour Rouelle qu'il a manifestement influencé, l'eau ne dissout les sels qu'en attaquant leurs parties aqueuses. La conception de Rouelle de la solubilité peut donc se comprendre ainsi : « plus un sel contient d'acide, plus il renferme de molécules aqueuses, et par conséquent, il acquiert plus d'affinité avec l'eau qui le dissout d'autant plus aisément ».
Dès que ce Mémoire eut paru, Rouelle fut attaqué par un grand nombre de savants. L'apothicaire parisien Antoine Baumé, se distingua parmi les adversaires de Rouelle, en rejetant l'idée que l'excès d'acide puisse être intimement uni au sel neutre.

### Autres mémoires
En 1747, il communiqua à l’Académie ses recherches sur l’inflammation de l’huile de térébenthine par l’acide nitrique : on connaissait depuis longtemps un procédé proposé par Borch, chimiste danois, pour parvenir à ce résultat, mais ni Dippel, ni Hoffmann, ni Geoffroy, n’avaient pu obtenir l’inflammation, qu’après avoir augmenté l’énergie de l’acide nitrique par son mélange avec une certaine quantité d’acide sulfurique. Le Mémoire de Rouelle fit connaître les précautions qu’il convenait de prendre pour réussir cette opération ; il établit même des procédés à l’aide desquels on peut enflammer des huiles grasses.
Dans son travail sur les embaumements des anciens Égyptiens, il démontre que le natrum (sous-carbonate de soude naturel) était particulièrement employé pour cette opération. Cette connaissance, jointe à celles qu’il avait acquises en analysant les matières balsamiques (succin, bitume de Judée, etc.) qui se trouvent dans les momies, lui permit de rectifier le passage d’Hérodote sur cette même matière.

### Chimie expérimentale et théorie de la matière
Le cours de Rouelle consiste essentiellement en démonstrations expérimentales, en procédures pour préparer et identifier des substances. Il vise l’utile autant que la connaissance théorique .
Sa définition de la chimie est à cet égard explicite
| La chimie traite des séparations et des unions des principes constituants des corps, qu’elles soient opérées par la nature ou résultent de procédures de l’art, de manière à découvrir les propriétés et les usages de ces corps. |
La chimie d’avant Lavoisier a une identité forte : c'est un projet cognitif allié à une orientation jamais démentie vers les applications techniques.
La chimie expérimentale de Rouelle est ainsi fondée sur une théorie de la matière qui a été recueillie par A.L. Jussieu en ces termes :
| Quant à nous, dit Rouelle, nous appelons principes (principe étant synonyme d’élément) des corps simples, indivisibles, homogènes, immuables et non sensibles, qui sont plus ou moins mobiles, suivant leur nature, leur figure et leur masse. Ils diffèrent par leur volume, leur figure particulière, leur nature et il est impossible de les apercevoir isolés ou séparés des autres principes, à moins qu’un grand nombre d’entre eux soient assemblés. C’est pourquoi nous ignorons ce que sont leur figure et leur nature. Tout ce que nous savons est qu’ils sont peu nombreux et que néanmoins leurs combinaisons suffisent à former tous les corps de la nature. |
Les principes sont non sensibles mais ont aussi la nature corpusculaire des corps simples ayant un volume et une masse. Comme l’a souligné Rhoda Rappaport, dans une étude désormais classique, l’originalité de Rouelle est d’attribuer aux éléments une double fonction : ils sont à la fois les unités constituantes des mixtes, responsables de la conservation et du transport des propriétés individuelles au cours des transformations et instruments des opérations chimiques. Les éléments-principes ne sont plus considérés comme des unités ontologiques mais comme des unités opératoires.
L’influence de la notion opératoire de rapport de Geoffroy est ici manifeste. Geoffroy avait au début du siècle introduit une Table des rapports, construite sur la notion de rapport-affinité entre substances basée uniquement sur l’expérience, plus précisément sur le test de déplacement d’une entité par une autre. Pour Rouelle, on ne connaît les principes que de manière indirecte par les propriétés manifestées en passant d’une combinaison à une autre. En tant que constituant d’un corps, ils ne sont pas isolables mais en tant qu’agent ou instrument des réactions chimiques, ils sont à la disposition des chimistes pour accomplir leurs opérations de laboratoire .
Comme l’a souligné Rappaport, le cours de Rouelle, loin d’être un cours pratique dénué de toute théorie, a contribué à répandre en France la doctrine chimique de Stahl. Mais il introduit deux modifications importantes : l’air a un rôle chimique (alors que Stahl ne lui accordait qu’un rôle mécanique), le phlogistique est associé au feu dans sa fonction de constituant (alors que Stahl le considère comme l’agent de combustion et de calcination).
C’est la Table des affinités, construite sur d’innombrables expériences de déplacements qui organise les connaissances de la chimie enseignée en France au milieu du XVIIIe siècle. L’individualité des éléments-principes ne réside plus ni dans un attribut substantiel (comme chez Aristote) ni dans leur statut de corps simple, indécomposable par la distillation (comme chez Étienne de Clave ou dans le Cours de chymie de Nicolas Lémery ; mais ce dernier  commence à en percevoir les limites) ou par extraction par les solvants (comme Samuel Cottereau du Clos dans ses Communications à l'Académie). Leur individualité vient de leurs relations avec d’autres principes.

## Hommages

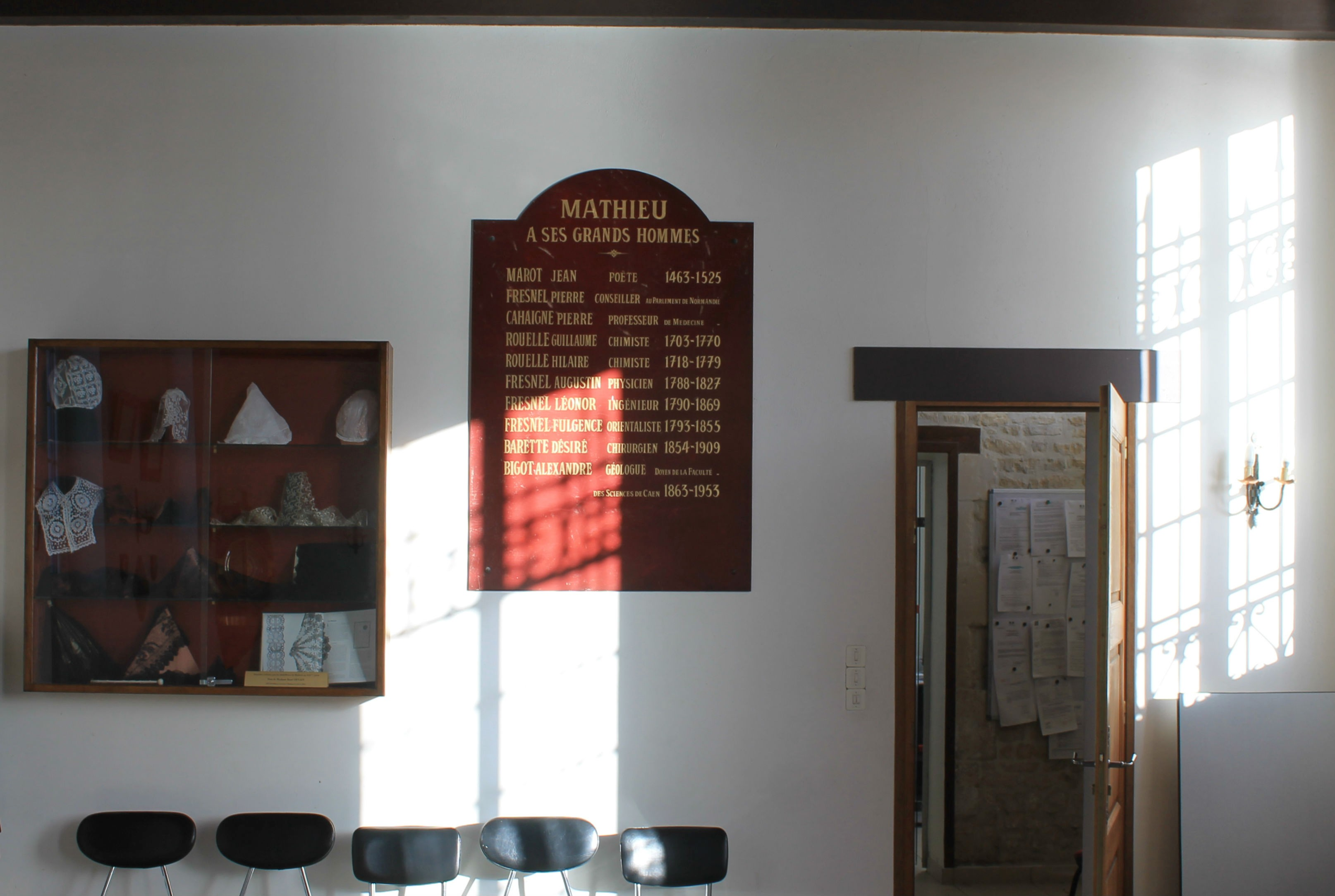
Le nom de Guillaume-François Rouelle sur la plaque mentionnant les grands hommes de Mathieu, dans la salle de réception de la mairie.

Au Jardin des plantes, à Paris, dans le bâtiment de la baleine, le Muséum national d'histoire naturelle a nommé l'amphithéâtre Rouelle en son honneur.
La rue Rouelle, dans le quinzième arrondissement de Paris, porte son nom.

## Le cours de chimie
- Le cours de chimie de Guillaume-François Rouelle :
  - 1 : Présentation par Christine Lehman
  - 2 : Manuscrit complet en ligne
  - 3 : Le tome 2, 3e partie (Du règne minéral), retranscrit par Jean Gaudant[37].